# PR-538
A Rodovia PR-538 é uma estrada pertencente ao governo do Paraná que liga a localidade de Vila Regina (cidade de Londrina) e a rodovia PR-445.

## Denominação
- Rodovia Álvaro Godoy, no trecho entre a localidade de São Luiz (em Londrina) e o entroncamento com a rodovia PR-445, de acordo com a Lei Estadual 8.229 de 07/01/1986.

## Trechos da Rodovia
A rodovia possui uma extensão total de aproximadamente 38,2 km, podendo ser dividida em 5 trechos, conforme listados a seguir:
| Ponto de referência                  | Extensão do trecho | Extensão acumulada | Situação    |
| ------------------------------------ | ------------------ | ------------------ | ----------- |
| Localidade de Vila Regina (Londrina) | ---                | 0 km               | ---         |
| Localidade de São Luiz (Londrina)    | 15,45 km           | 15,45 km           | Pavimentado |
| Entroncamento PR-532 (A)             | 3,9 km             | 19,35 km           | Pavimentado |
| Entroncamento PR-532 (B)             | 5,05 km            | 24,4 km            | Pavimentado |
| Localidade de Guaravera              | 5,35 km            | 29,75 km           | Pavimentado |
| Entroncamento PR-445                 | 8,45 km            | 38,2 km            | Pavimentado |

Extensão pavimentada: 38,2 km (100,00%)